# Synagoge (Schweich)

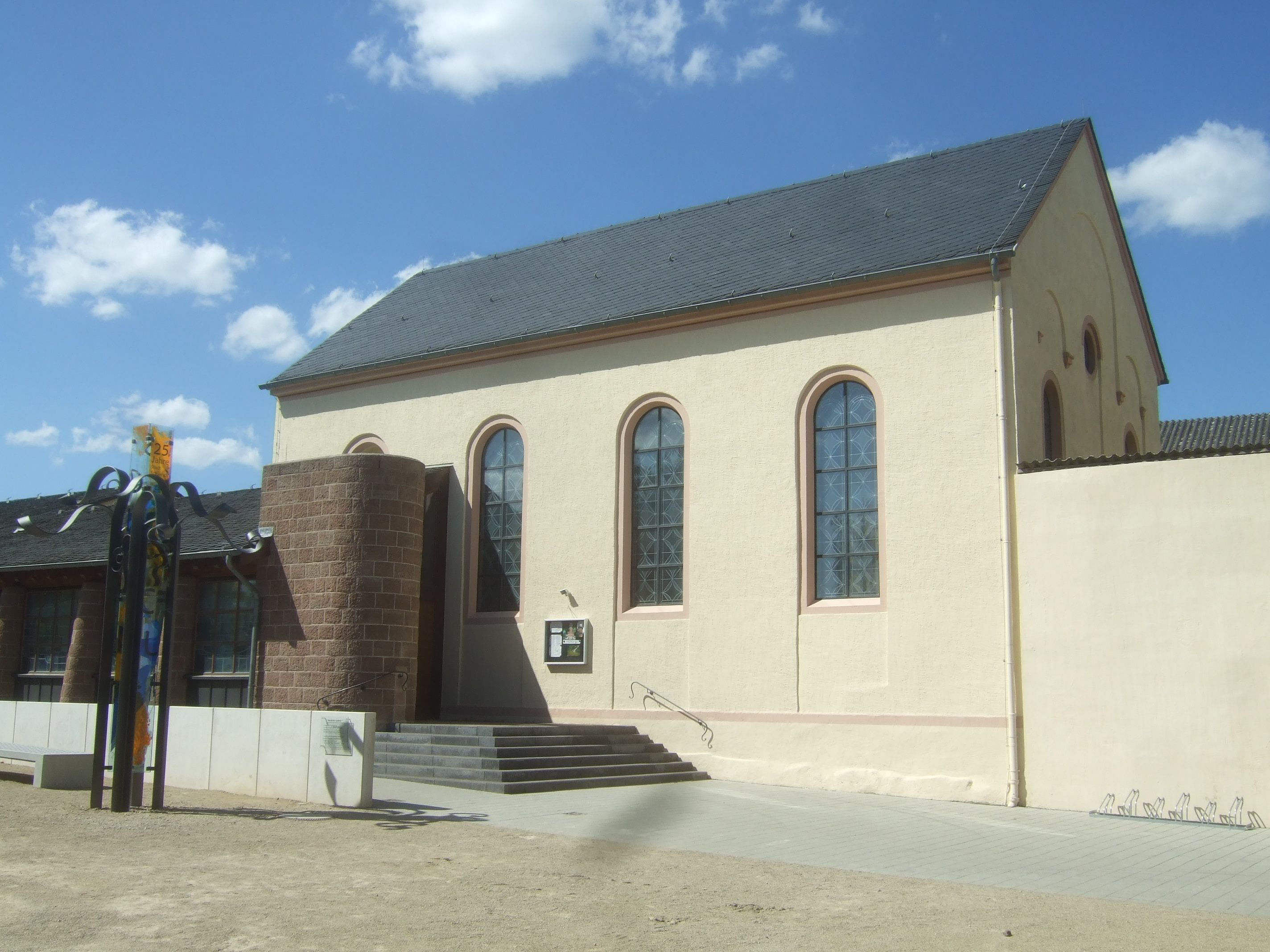
Synagoge in Schweich

Die Synagoge in Schweich, einer Stadt im Landkreis Trier-Saarburg in Rheinland-Pfalz, wurde 1852 eingeweiht. Das unter Denkmalschutz stehende Gebäude befindet sich hinter dem Haus Richtstraße 42.

## Geschichte
Die Jüdische Gemeinde in Schweich besaß zunächst im 18. Jahrhundert einen Betsaal. 1820 wird an der Richtstraße/Ecke Bahnhofstraße eine Synagoge genannt, deren Baujahr nicht bekannt ist.
Da die jüdische Gemeinde Schweich in der Mitte des 19. Jahrhunderts auch für die in der Umgebung von Schweich lebenden Juden zuständig wurde, bot die alte Synagoge nicht mehr ausreichend Platz. 1851/52 wurde mit Hilfe von Spenden eine neue Synagoge erbaut, die 1852 eingeweiht wurde.
Beim Novemberpogrom 1938 wurde die Synagoge demoliert, die Fenster und die Inneneinrichtung wurden zerschlagen. Während des Zweiten Weltkriegs wurde die Synagoge als Kriegsgefangenenlager genutzt.
1951 ging die Synagoge in den Besitz der Raiffeisenbank Schweich über, die das Gebäude bis 1984 als Lager verwendete.
Die Stadt Schweich erwarb 1984 die ehemalige Synagoge und ließ sie von 1987 bis 1989 umfassend renovieren. Am 3. September 1989 wurde das Gebäude seiner Bestimmung als Kultur- und Tagungsstätte übergeben.

## Architektur
Die Synagoge in Schweich ist ein rechtwinkliger Bau aus heimischem rotem Sandstein mit 17,6 m Länge und 9,4 m Breite, der sich im rückwärtigen Teil des Grundstücks befindet. Die neuromanische Portalseite im Westen ist mit Lisenen und mit einem aufsteigenden Rundbogenfries gestaltet. Das rundbogige Portal und das gekuppelte Rundbogenfenster darüber werden von einer Blendnische umfangen. Seitlich davon sind rundbogige Blendfenster mit kreisrundem Oberlicht eingelassen. An den Traufseiten befinden sich je vier hohe Rundbogenfenster. Die Ostseite wird in der Mitte durch ein Rundfenster und je ein Rundbogenfenster seitlich davon gegliedert.
Vom Vorraum aus führt eine Treppe zur Frauenempore. Über der Eingangstür zum Betsaal befinden sich zwei hebräische Inschriften: Wie lieblich sind deine Wohnungen, Herr Zebaoth (Psalm 84,2) und Gelobet sei, der da kommt im Namen des Herrn! Wir segnen euch, die ihr vom Hause des Herrn seid (Psalm 118,26).